# Theobald von Rizy

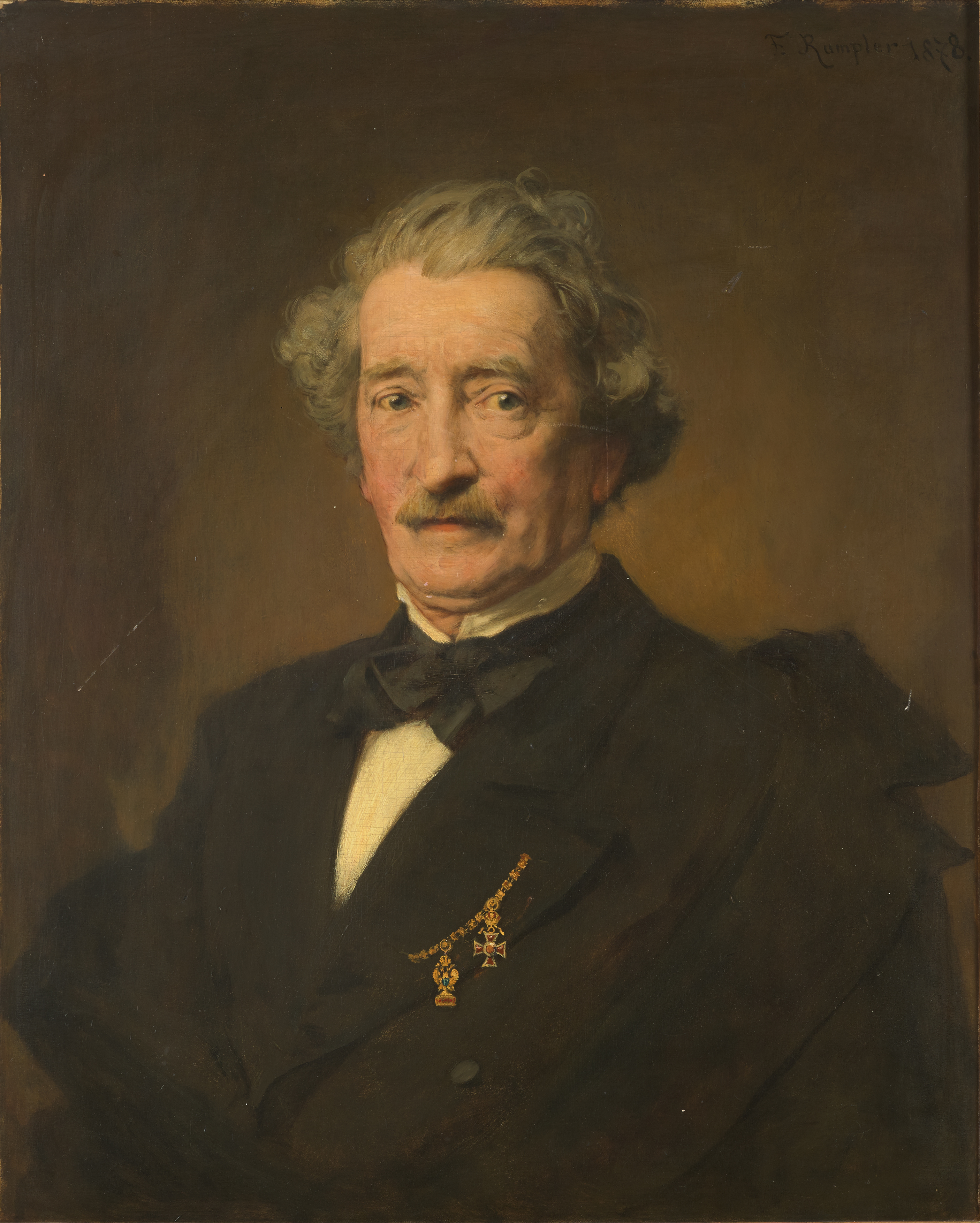
Theobald von Rizy auf einem Gemälde von Franz Rumpler (1878)

Franz Theobald Freiherr von Rizy (* 18. Februar 1807 in Wien; † 18. Mai 1882 ebenda; bis 1866: Franz Theobald Rizy) war ein österreichischer Jurist und Politiker.

## Leben
Theobald Rizys Eltern waren der Advokat Johann Sigmund Rizy und Franziska Rizy, geborene Sonnleithner. Franziska Rizy kam aus einer Juristen- und Künstlerfamilie. Ihr Vater war der Jurist und Komponist Christoph Sonnleithner. Zu ihren vielen Geschwistern zählen unter anderem der Jurist und Beamte Christoph Heinrich Sonnleithner, der Beamte und Schriftsteller Franz Xaver Sonnleithner, der Jurist und Autor Ignaz Sonnleithner, die Pianistin Johanna Sonnleithner und der Librettist, Theaterleiter und Archivar Joseph Sonnleithner. Ihre Schwester Anna heiratete Wenzel Grillparzer und war die Mutter des Schriftstellers Franz Grillparzer, der somit Theobald Rizys Cousin war.
Rizy besuchte von 1816 bis 1822 das Schottengymnasium in Wien, gefolgt von den philosophischen Jahrgängen zur Vorbereitung des Universitätsstudiums. Von 1824 bis 1828 studierte er Jus an der Universität Wien. Dort wurde er 1831 zum Dr. iur. promoviert. Während seiner Studienzeit arbeitete er als Praktikant am Wiener Münz- und Antikenkabinett. Danach war er zunächst bei Franz Fürst Khevenhüller-Metsch als Erzieher tätig, gefolgt von einer Beschäftigung bei der Zensur-Behörde in deren Bücherrevisionsamt in Wien. Rizy wurde 1835 Konzipient einer Wiener Anwaltskanzlei. Im Jahr 1838 nahm er eine Stelle als Supplent für Bürgerliches Recht an der Universität Wien an.
Theobald Rizy wurde 1842 Advokat und 1848 zusätzlich Notar in Wien. Bereits 1844 hatte er seine Kusine Maria Sonnleithner geheiratet. Aus der Ehe gingen keine Kinder hervor. Im Revolutionsjahr 1848 in Österreich bildete Rizys Kanzlei den Treffpunkt des Österreichischen Clubs, der gemäßigte politische Reformen anstrebte und der eine Aufrechterhaltung der gesetzlichen Ordnung verfolgte. An den Treffen nahmen neben Rizy selbst unter anderem August Artaria, Ludwig von Köchel, Franz Grillparzer und Adalbert Stifter teil. Rizy wurde noch im selben Jahr Mitglied einer Ministeriumskommission, die in den deutschen Rheinländern die Praxis der dortigen Rechtsinstitutionen studierte. Nach seiner Rückkehr wurde er als Berater bei Gesetzgebungsverfahren hinzugezogen. Privat unterstützte er seit Ende der 1840er Jahre die Herausgabe von Gedichten seines Jugendfreundes Franz Stelzhamer finanziell, zerstritt sich mit diesem allerdings einige Jahre später, als Stelzhamer Rizy die unabgesprochene Neuausgabe eines seiner Werke vorwarf.
Im Jahr 1849 wurde Theobald Rizy zum Generalprokurator beim Oberlandesgericht Wien berufen. Er gründete 1850 die Zeitschrift Allgemeine österreichische Gerichts-Zeitung, die er bis 1866 herausgab. Ebenfalls 1850 wurde er Kurator beim Verein der Ersten österreichischen Spar-Casse in Wien, dem er seit 1848 als Mitglied angehörte und als deren Oberkurator-Stellvertreter er von 1858 bis 1865 fungierte. Rizy wurde 1854 Oberstaatsanwalt in Wien. Er amtierte ab 1857 als Vizepräsident des Oberlandesgerichts Wien und wurde 1860 dessen Leiter. Im selben Jahr erhielt er das Ritterkreuz des Leopold-Ordens. Er wurde 1861 zum provisorischen Sektionschef der legislativen Abteilung des Justizministeriums berufen und übernahm gemeinsam mit Georg von Mitis die Leitung der Geschäfte des Justizministers Adolf Pratobevera von Wiesborn, der dauerhaft erkrankt war. Er wirkte von 1862 bis 1866 als Vertreter Österreichs und Präsident der Kommission, die in Hannover eine allgemeine Zivilprozessordnung für die Staaten des Deutschen Bundes ausarbeitete. In Österreich bekam er dafür im Juni 1866 den Orden der Eisernen Krone II. Klasse und am 1. Dezember 1866 wurde er als Freiherr in den österreichischen Adelsstand erhoben. Für seine Tätigkeit in der Kommission erhielt er außerdem eine Reihe von Orden deutscher Fürsten, so wurde er mit dem Komturkreuz des Verdienstordens vom Heiligen Michael und des Verdienstordens Philipps des Großmütigen sowie als Komtur I. Klasse des Albrechts-Orden und als Kommandeur des Guelphen-Orden geehrt.
Theobald von Rizy arbeitete ab 1866 erneut als Vizepräsident des Oberlandesgerichts Wien. Von 1869 bis 1871 war er formal Mitglied des Staatsgerichtshofs, der für bestimmte Anklagen gegen Minister zuständig war und zeit seines Bestehens nie tätig wurde. Rizy wurde am 22. Dezember 1871 als Abgeordneter auf Lebenszeit in das Herrenhaus des österreichischen Reichsrats berufen. Er beteiligte sich häufig an den Debatten im Parlament und kam mehrmals als Berichterstatter zum Einsatz, etwa für das Syndikatsgesetz vom 12. Juli 1872. Er war ein einflussreiches Mitglied der juristischen Kommission des Herrenhauses. Im Jahr 1872 wurde Rizy Erster Senatspräsident am Obersten Gerichtshof und Wirklicher Geheimer Rat. Nachdem sein Cousin Franz Grillparzer Anfang 1872 gestorben war, war Theobald von Rizy für die Ordnung von dessen Nachlass zuständig. Er erreichte noch im selben Jahr eine Gesamtausgabe der Werke Grillparzers durch den Cotta-Verlag und gab 1877 die Gedichte seines Cousins als Wiener Grillparzer-Album heraus.

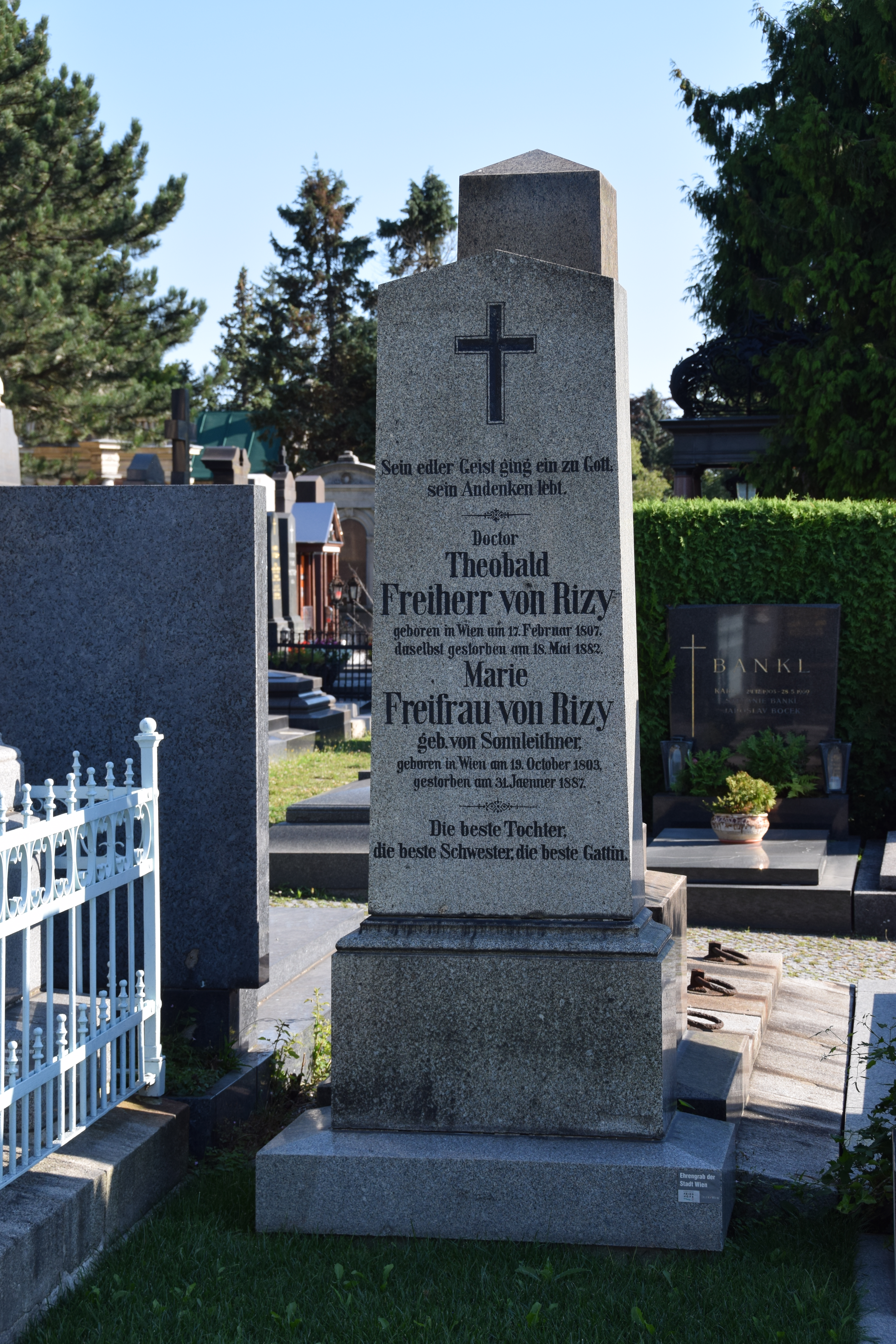
Grab von Theobald von Rizy

Theobald von Rizy starb 1882 im Alter von 75 Jahren. Er wurde in einem ehrenhalber gewidmeten Grab auf dem Hietzinger Friedhof bestattet. Rizys Name scheint seit 1892/1893 auf der Ehrentafel der juridischen Fakultät der Universität Wien auf. Nach ihm wurde 1918 die Rizygasse in Wien-Untermeidling benannt.

## Schriften
- Der Beweis durch den Haupteid im österreichischen Civilprocesse. Nach den Grundsätzen der allgemeinen und der westgalizischen Gerichtsordnung, mit beständiger Rücksicht auf das allgemeine Recht. Ritter von Mösle’s sel. Witwe & Braumüller, Wien 1837 (Digitalisat).
- Hamlet. In: J. P. Kaltenbaeck (Hrsg.): Blätter für Literatur, Kunst und Kritik (Beilage zur Oesterreichischen Zeitschrift für Geschichts- und Staatskunde). Dritter Jahrgang, Nr. 81–86. F. Beck, Wien 1837, S. 321–322, 325–327, 329–330, 333–335, 337–338, 341–342.
- Ueber die Verbindlichkeit zur Beweisführung im Civilprocesse. Ein Versuch die Lehre von der Last des Beweises auf eine feste Grundlage zu stellen; mit vorzüglicher Rücksicht auf die österreichischen Processgesetze. Braumüller und Seidel, Wien 1841 (Digitalisat).
- Ueber Zinstaxen und Wuchergesetze. Wilhelm Braumüller, Wien 1859 (Digitalisat).